# Capitalisme d'État
Le capitalisme d’État est un système économique basé sur le capitalisme dans lequel l'État contrôle une part essentielle, voire totale, du capital, de l'industrie, des entreprises. Le capitalisme d'État est donc un système dirigiste où tout ou partie des moyens de production sont légalement la propriété de l'État ou autrement sous le contrôle d'organismes publics.
La notion peut désigner des systèmes économiques où le capitalisme est intégralement étatique, comme la Russie bolchevique puis l'URSS, ou par extension d'autres systèmes où le capitalisme privé a une forte dépendance vis-à-vis de l'État. Dans le second cas, l'expression peut se confondre avec des concepts et des théories plus précises comme le mercantilisme, le protectionnisme ou encore l'interventionnisme. Ce dernier usage, davantage fréquent en anglais qu'en français, sert alors à appuyer l'opposition avec le « laissez-faire » et désigne des politiques économiques telles que le New Deal.
Le capitalisme d'État, parfois aussi nommé capitalisme « public », s'oppose au capitalisme « privé » ou « libéralisme économique » mais également à l'autogestion prônée entre autres par les anarchistes. Les deux formes théoriques de capitalisme, public et privé, sont les deux extrêmes d'une réalité souvent mixte. Elles sont toutes deux fondées sur la propriété ou le contrôle global des moyens ou ressources d'existence par un système de pouvoir, public ou privé. Cette appellation est apparue à la fin du XIXe siècle, au sein du mouvement anticapitaliste, étant présentée comme une perspective néfaste. Son usage s'est étendu au cours du XXe siècle. Typiquement, les pays de l'ancien bloc de l'Est, dits « communistes », sont parfois considérés comme ayant été dirigés par un capitalisme d'État. Parfois, les moyens de production se révèlent dans les faits détenus, privés ou contrôlés par une classe privilégiée de la population : celle qui monopolise le pouvoir politique.
Il existe des divergences, notamment en fonction des affinités politiques, quant aux régimes étant ou ayant été capitalistes d'État. Parmi les régimes souvent analysés comme tels, on peut citer : l'Allemagne pendant la Première Guerre mondiale, l'Union soviétique, et actuellement la Chine, Cuba, et l'Algérie depuis Houari Boumédiène, pour plusieurs auteurs cités en bibliographie.
On parle également de « capital public » ou « capital d'État » pour désigner le capital accumulé par l'État.

## Historique du concept
L'expression apparaît au moins à partir de 1896 : cette année-là, le marxiste Wilhelm Liebknecht déclare : « Personne n'a combattu le « socialisme d'État » plus que nous les socialistes allemands, personne n'a montré plus distinctement que moi que le « socialisme d'État » est en fait le capitalisme d'État ! ». Pour ce qui est des régimes l'ayant exercé, Lénine considérait que l'Allemagne impériale était un capitalisme monopoliste d'État. L'expression sera massivement employée pour désigner l'URSS, et ensuite pour les autres pays appliquant une gestion totalitaire étatique de l'économie capitaliste (au fur et à mesure de leur apparition : Chine maoïste, Cuba castriste, le bloc dit « communiste » et « soviétique », etc.). Ces régimes ont tous appliqué la mainmise de la bureaucratie d'État sur les outils de production.

## Critique anarchiste et opposition aux marxistes
Si les marxistes et les anarchistes partagent la perspective d'une société sans classes, ils s'opposent sur le rôle éventuel de l'État dans la transition entre la société actuelle et la société future. Ainsi, dès 1873, l'anarchiste Mikhaïl Bakounine développe les prémices théoriques du concept dans Étatisme et Anarchie, en critiquant les théories de Karl Marx, qualifiées de « communisme autoritaire ». Bakounine proclame que l'application des théories marxistes conduirait simplement à « l'application du capital à la production par le seul banquier, l'État » : l'État se comporterait de la même manière qu'un gestionnaire capitaliste (tel un banquier ou un patron). Les anarchistes considèrent la démocratie directe comme le seul processus décisionnel légitime et voient dans l'existence même de l'État la base de la stratification en classes sociales, des restrictions aux libertés, du militarisme et des dérives totalitaires. Lors de l'instauration des régimes politiques se réclamant du marxisme, de nombreux anarchistes perçoivent alors la réalité économique de l'Union soviétique comme une confirmation des prédictions de Bakounine, même si la politique économique menée en URSS ne correspond pas du tout à la pensée économique de Karl Marx.

## Cas de l'URSS
En avril 1918, Nikolaï Ossinski et Nikolaï Boukharine, dans la revue Le Communiste, reprennent le concept de capitalisme d'État pour dénoncer l'appropriation par l'État soviétique des moyens de production (le programme de Lénine). Ils y voient une opération conduite au détriment de l'ensemble du prolétariat, ce dernier devenant alors salarié de l'État-patron. Ossinski écrit alors : « Le socialisme et l'organisation socialiste doivent être construits par le prolétariat lui-même, ou alors il n'y aura aucune édification ; une tout autre chose surgira : le capitalisme d'État ». Auparavant, l'économie russe, et ce jusqu'en mars, était gérée par les communistes de gauche grâce à leurs positions dans le Conseil suprême de l'économie nationale, et Lénine a dû prendre leur position en considération pour réaliser des compromis, notamment sur la question du contrôle ouvrier. Après l'exclusion de la gauche communiste à la suite du traité de Brest-Litovsk, Lénine théorise la nécessité de s'allier temporairement à la bourgeoisie pour développer l'économie par un « capitalisme d'état contrôlé par le prolétariat ». Il défend alors l'idée d'une gestion individuelle de l'économie, contre le contrôle ouvrier promu jusqu'alors.
Lénine, dirigeant de la faction bolchévique du Parti ouvrier social-démocrate de Russie, et d'autres léninistes se réclament donc du capitalisme d'État, considérant que le passage du capitalisme de marché au capitalisme d'État est une première étape vers le socialisme. Ainsi, lors du XIIIème Congrès du PCR(b) en 1924, les bolchéviques ont approuvé la déclaration de Krzhizhanovsky selon laquelle, en Russie soviétique, il n'y a que « des éléments d'économie socialiste, que nous investissons au mieux de nos capacités dans la nouvelle structure de notre économie ». Puisque l'objectif est d'atteindre le socialisme en URSS sur la base d'une économie mixte, « nous ne pouvons en aucun cas contourner le système de monopole d'État du capitalisme ». Au contraire, Staline s'opposait à l'analyse selon laquelle la gestion publique de l'économie serait du capitalisme d'état. Ainsi, la résolution du XIVème Congrès du PCUS(b) du 23 décembre 1925 exigeait de combattre les tentatives de considérer les entreprises d'État comme des entreprises capitalistes d'État. Tout ce qui appartenait à l'État a été déclaré socialiste, et d'autres points de vue ont été décrits comme étant une perversion du léninisme.
En 1951, dans son ouvrage Problèmes économiques du socialisme en URSS, Staline écrivait : « la production marchande peut servir notre société socialiste pendant une certaine période sans conduire au capitalisme ». Par conséquent, « sous notre système socialiste », la loi de la valeur « existe et opère ». Cela contredit clairement l'interprétation de Lénine de 1920 selon laquelle sous le socialisme, une marchandise est transformée en un produit qui va à la consommation directe et non pas sur le marché. Si dans les années 1920, pour Lénine, le marché était un moyen de transition vers le socialisme par le capitalisme d'État, pour Staline, dans les années 1950, le marché était une caractéristique essentielle du socialisme. Staline n'a pas pour autant abandonné la thèse qu'il avait proclamé en 1939 selon laquelle en URSS, « la première phase du communisme, le socialisme, était fondamentalement mise en œuvre », et ce alors que le salariat, la forme marchandise et la monnaie, les trois composants du capital décrits par Marx dans Das Kapital n'avaient pas été abolis, que l'État ne dépérissait pas mais au contraire se renforçait, et qu'une « nouvelle bourgeoisie » pouvait accumuler le capital et extraire de la plus-value au détriment des masses, notamment pendant les périodes dites de « détente ».
Ces théories sont dénoncées par divers mouvements dont des anarchistes et des communistes « de gauche » (appelés plus tard « communistes de conseils »), comme étant de la social-démocratie, et un renoncement au socialisme.
La conférence des anarcho-syndicalistes réunie à Moscou entre le 25 août et le 1er septembre 1918 adopte une résolution qui a comme premier point « La suppression du capitalisme d'État et de tout pouvoir ». Les SR de gauche font la même critique aux bolcheviks.
En 1921, Rudolf Rocker dénonce le capitalisme d'État appliqué en URSS, dans son livre Les Soviets trahis par les bolcheviks. Le marxiste Anton Pannekoek fait de même, mais en refusant la désignation de marxisme aux bolcheviks.
Une minorité au sein du parti bolchevik, l'Opposition ouvrière (Alexandra Kollontaï, Alexandre Chliapnikov, etc.), dénonce en 1920-1921 un tournant procapitaliste de Lénine.
Les groupes appartenant au courant bordiguiste considèrent depuis les années 1920 que la Révolution n'ayant pas pu se développer au niveau international, la structure économique et sociale de l'URSS n'a pas pu donner naissance à des nouveaux rapports sociaux, humains et économiques. En Russie, après la révolution d'octobre il y aurait eu, selon eux, un début de modification des rapports de production qui aurait rapidement tourné court.
À partir des années 1940, certains marxistes considèrent également que l'URSS et les pays dits « socialistes » sont des capitalismes d'État : par exemple Raya Dunayevskaya, Cyril Lionel Robert James, Grandizo Munis, Benjamin Péret, Natalia Sedova (la veuve de Léon Trotski), ou encore Tony Cliff. Ce dernier développe une théorie du capitalisme d'État en désaccord avec les précédentes. Selon lui, le régime stalinien a remis en place la logique du capitalisme en gardant les structures étatiques de l'économie. Dans l'époque d'internationalisation de l'économie, une classe dirigeante capitaliste pouvait, selon lui, étatiser toute la production de son pays, tout en restant capitaliste dans la mesure où l'économie est basée sur l'exploitation des travailleurs. Le slogan de son courant fut pendant longtemps : « Ni Washington, ni Moscou, mais le Socialisme international ».
L'analyse des rapports de production en URSS conduisent Socialisme ou barbarie ou encore Maximilien Rubel à dénoncer le capitalisme d'État, en poussant plus loin l'analyse de la domination bureaucratique stalinienne.
L'analyse, et la critique, du capitalisme d'État en URSS est reprise par des philosophes comme Karl Korsch, Simone Weil ou Guy Debord (et à sa suite le mouvement situationniste), ainsi que par des historiens comme Boris Souvarine, Arthur Rosenberg et Charles Bettelheim, des économistes comme Jacques Sapir, ou encore des dissidents comme Ante Ciliga, Andreï Sakharov et Léonide Pliouchtch.
En 1969, le marxiste Paul Mattick écrit : « Il y a naturellement des différences entre le capitalisme d'entreprises privées et le capitalisme d'État. Mais elles concernent la classe dominante, et non la classe dominée, dont la position sociale reste, elle, identique dans les deux systèmes. »
Pour Cornelius Castoriadis, « la présentation du régime russe comme « socialiste » — ou comme ayant un rapport quelconque avec le socialisme — est la plus grande mystification connue de l'histoire ».
Depuis la chute du mur de Berlin en 1989, les États ayant pratiqué cette économie s'orientent vers une libéralisation de l'économie capitaliste, cette forme de capitalisme est parfois qualifiée d'économie mixte ou de dirigisme, où l'État agit dans le cadre d'une économie de marché, avec une participation capitalistique, mais en recherchant une optimisation politique et non une optimisation économique de sa participation au sein du capitalisme. C'est le cas de la Russie, de la Chine, etc.

## Cas d'une application intégrale
Lorsque ce régime est appliqué de façon intégrale (contrôle étatique de tous les moyens de production), sa cause et son résultat sont donc une division en classes sociales semblable à celle des autres sociétés capitalistes : les prolétaires louent leur force de travail à une bourgeoisie politique, qui contrôle les moyens de production.
Le terme est notamment appliqué aux pays du « bloc communiste ». L'État-patron donne des ordres de production, selon ses propres objectifs économiques, s'aide de la propagande en prônant le dévouement au travail productiviste (par exemple, le stakhanovisme) qui lui permet de générer du profit.
Le modèle communiste du capitalisme d'État, dans ses variantes russes et chinoises, était le fait d'états dictatoriaux. À l'exception des exemples d'application partielle dans une logique d'économie mixte observés dans des États démocratiques, les régimes de capitalisme d'État se rencontrent en général dans des États autoritaires, dont Singapour fournit l'exemple le plus ancien et le plus performant. À ce titre, le capitalisme d'État peut être rapproché du capitalisme autoritaire, comme le proposent diverses études sur le modèle chinois.
L'appropriation par l'État d'une part importante des moyens de production est souvent justifiée comme une appropriation par la Nation plutôt que par une classe particulière ou des groupes étrangers. L'effort d'investissement réalisé pour les entreprises publiques est alors valorisé comme la manifestation d'une politique nationale de développement dans l'indépendance. De ce fait, le capitalisme d'État est généralement un capitalisme national dans ses structures, nationaliste dans sa logique. De ce fait, il apparait souvent comme une modalité d'un national-capitalisme autoritaire.

## Cas d'une application partielle

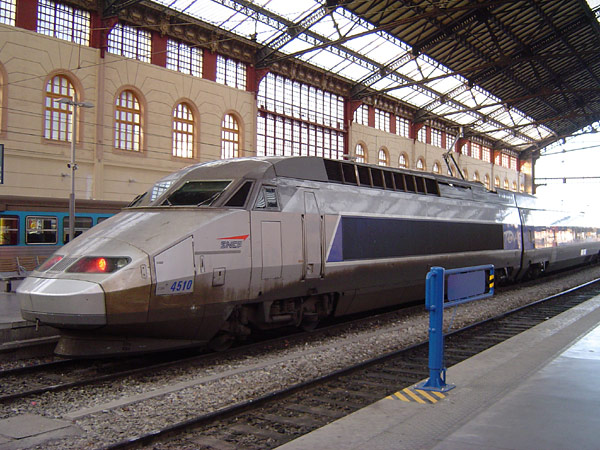
Un TGV à Marseille, géré par l'entreprise publique SNCF. Le secteur du transport ferroviaire est fréquemment contrôlé ou détenu par l'État, partiellement ou dans sa totalité.

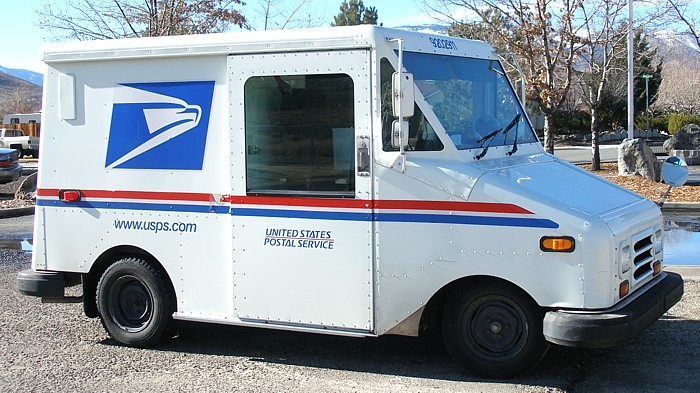
Un camion de livraison de courrier aux États-Unis Des exceptions concernent parfois les entreprises privées de courrier dans le contexte d'une économie mixte : c'est le cas pour le United States Postal Service qui dispose d'un monopole législatif sur les lettres non urgentes, qui lui est conféré par les '.

Le terme désigne l'action économique d'un État dans le but d'influer sur la politique du pays. C'est une doctrine issue du colbertisme, qui se rapproche du dirigisme.
Le capitalisme d'État dans son application partielle est l'ensemble des relations capitalistiques ou autres entre l'État et les entreprises privées.
Des exemples de capitalisme d'État partiel :
- Complexe militaro-industriel américain : ensemble de relations entre l'armée américaine et les entreprises privées dans l'objectif d'améliorer l'efficacité du dispositif militaire américain et développer ces firmes ;
- Nationalisation d'entreprises en France en 1945 et 1982 : ces nationalisations ont par la suite permis au gouvernement français d'opérer des fusions entre entreprises afin de créer des « champions nationaux » ;
- La vente au « concours de beauté » des entreprises est-allemandes : après la réunification allemande, le gouvernement allemand a vendu 14 200 entreprises pour lesquelles le choix ne s'est pas seulement opéré en termes financiers, mais en termes stratégiques pour l'avenir des régions dans lesquelles elles étaient implantées.
- La création d'Airbus en Europe : entreprise créée dans le cadre d'un partenariat public-privé par différentes nations européennes et différents investisseurs.

L'État va nationaliser, fusionner et éventuellement privatiser des sociétés afin de leur donner la taille critique qu'il juge indispensable pour leur survie, ou les protéger de prises de contrôle étrangères.
La commande publique est la stratégie qui fut élaborée dans la mise en place du complexe militaro-industriel américain ou dans la politique industrielle de soutien aux Chantiers de l'Atlantique en France. Elle consiste à faire commander par l'État sur le marché national, souvent plus cher que sur les marchés étrangers, des marchandises afin de développer cette industrie au détriment de ses concurrents étrangers. Elle permet également la mise en dépendance du vendeur par rapport à l'État qui exerce alors une influence décisive sur le développement de l'entreprise.
Le capitalisme d'État, en tant que modalité institutionnelle, peut être associé à une orientation politique autoritaire et nationaliste, ce qui a conduit certains auteurs à proposer un concept de National-capitalisme autoritaire. Dans ce modèle, la propriété publique n'est qu'une forme de connivence possible entre les dirigeants politiques et les responsables économiques, ce qui favorise la corruption dans une logique de néo-patrimonialisme, voire de prébendialisme.

### Russie post-soviétique
Selon Régis Meyran, le modèle suivi par la Russie sous Vladimir Poutine est proche du penchant illibéral de Viktor Orbán en Hongrie. Cette forme de capitalisme d'État voit des alliés du président contrôler les principales entreprises, associé à un fort autoritarisme (emprisonnement des opposants, discrimination des minorités, régime brutal).

### Chine moderne
Le cas de la Chine est également un exemple d'évolution partant d'un régime proclamé communiste et capitaliste d'État. La prise de distance avec le modèle d'origine se manifeste par la fin de la planification économique totale, une décollectivisation de l'agriculture, l'apparition d'un secteur privé dynamique et l'ouverture aux investissements étrangers, combinée au maintien d'un rôle important de l'état, notamment dans la propriété foncière,.

### Sources secondaires
1. ↑  Victor Serge: totalitarisme et capitalisme d'État
2. ↑  Fannie Mae et Freddie Mac : les déboires du capitalisme d'État
3. ↑  Wilhelm Liebknecht, « Our Recent Congress », Justice, août 1896.
4. ↑  Voir notamment Maximilien Rubel, Marx critique du marxisme, Payot, 1974, et l'appareil critique des Œuvres de Marx dans la Bibliothèque de la Pléiade.
5. ↑  Nikolaï Ossinski, O stroitel'stve sotsialisma, revue Kommounist, 20 avril 1918.
6. ↑  « The Immediate Tasks of the Soviet Government », sur marxists.org (consulté le 20 septembre 2022)
7. ↑  (en) « Factory committees in the Russian revolution - Rod Jones », sur libcom.org (consulté le 20 septembre 2022)
8. ↑  Н. П. ИнфоРост, « ГПИБ | Т. 3. : 1922-1925. - 1984. », sur elib.shpl.ru (consulté le 22 janvier 2022)
9. ↑  « И.В.Сталин. Экономические проблемы социализма в СССР », sur souz.info (consulté le 22 janvier 2022)
10. ↑  Н. П. ИнфоРост, « ГПИБ | Т. 7 : 1938 - 1945. - 1985. - 574 с. », sur elib.shpl.ru (consulté le 22 janvier 2022)
11. ↑  Philippe Comte, « Des racines et des liens : les racines de la perestroïka et les liens de Gorbatchev », La Revue russe, vol. 38, no 1,‎ 2012, p. 25–68 (DOI 10.3406/russe.2012.2487, lire en ligne, consulté le 22 janvier 2022)
12. ↑  Voir La théorie du Capitalisme d'État par Peter Binns
13. ↑  Cornelius Castoriadis, Devant la guerre, Fayard, 1981.
14. 1 2  Pierre-Yves Hénin et Ahmet Insel, Le National-Capitalisme autoritaire, une menace pour la démocratie, SaintPourçain sur Sioule, Bleu autour, avril 2021, 108 p. (ISBN 978-2-35848-156-4)
15. ↑  (en) Ivan Szelenyi et Peter Mihalyi, Varieties of Post-Communist Capitalism, Chicago, Haymarket Books, 2020, 242 p. (ISBN 978-1-64259-366-2), p. 163
16. 1 2  Régis Meyran, « La démocratie et le marché. Amis ou ennemis ? », Sciences Humaines,‎ octobre 2021, p. 52-53 (lire en ligne)
17. ↑  Sperber, N. (2019). La planification chinoise à l'ombre du capitalisme d'état. Actuel Marx, 65, 35-53. https://doi.org/10.3917/amx.065.0035

### Sources primaires
1. ↑  « Si nous payons un tribut plus élevé au capitalisme d'État, cela ne nous nuira en rien, mais servira au contraire à nous conduire au socialisme par le chemin le plus sûr. […] notre devoir est de nous mettre à l'école du capitalisme d'État des Allemands, de nous appliquer de toutes nos forces à l'assimiler, de ne pas ménager les procédés dictatoriaux pour l'implanter en Russie […] le raisonnement des « communistes de gauche » au sujet de la menace que ferait peser sur nous le "capitalisme d'État" n'est qu'une erreur économique […] le pouvoir soviétique confie la « direction » aux capitalistes non pas en tant que capitalistes, mais en tant que spécialistes techniciens ou organisateurs, moyennant des salaires élevés. » (Lénine, dans Sur l'infantilisme « de gauche » et les idées petites-bourgeoises, le 5 mai 1918.)
2. ↑  Treizième Congrès du PCR (b). M., S. 396-398, 1963
3. ↑  (ru) Collection Lénine XL. M. S. 417, 1985 (lire en ligne)